# 수하물

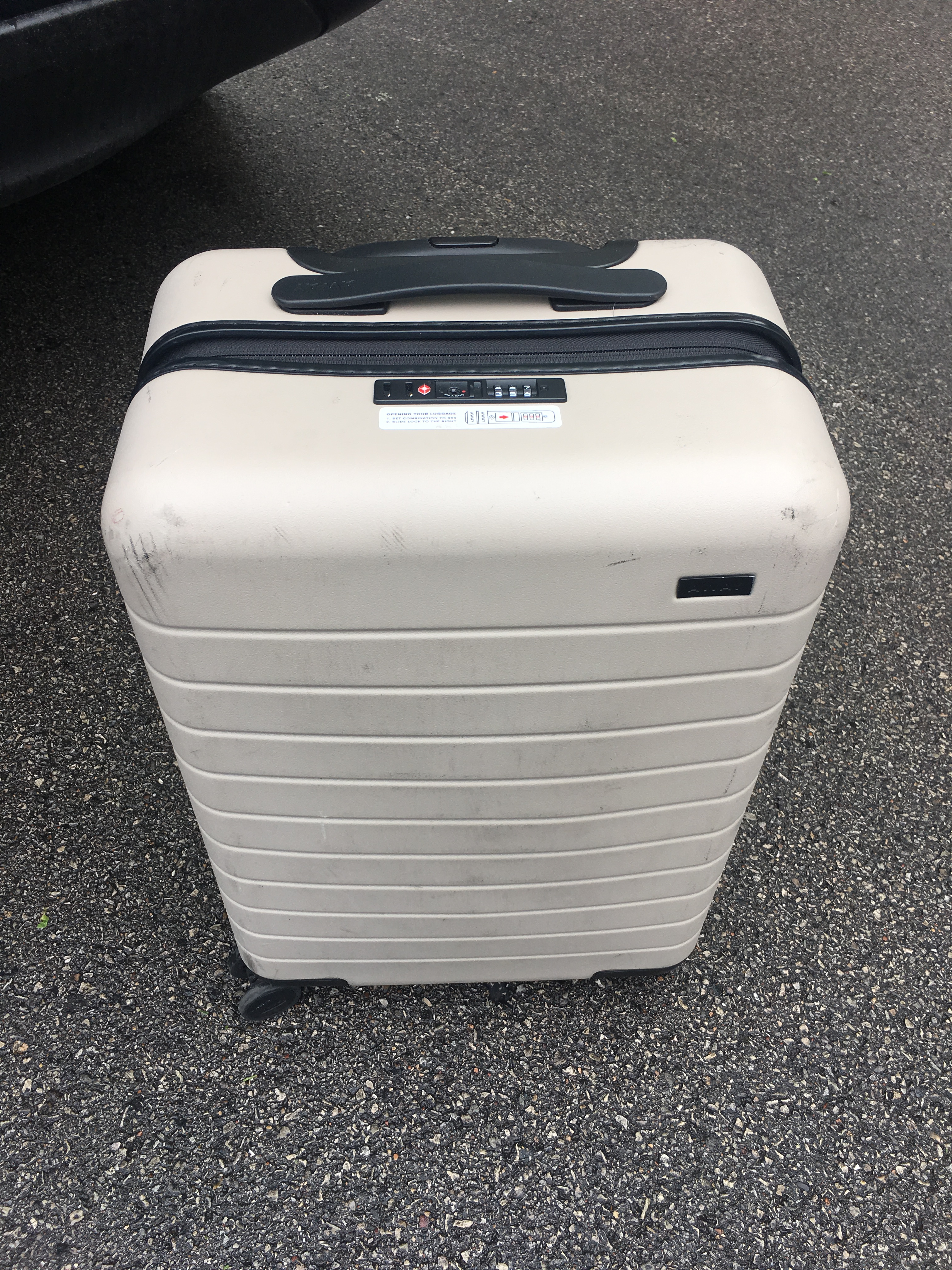
여행용으로 사용되는 일반적인 슈트케이스

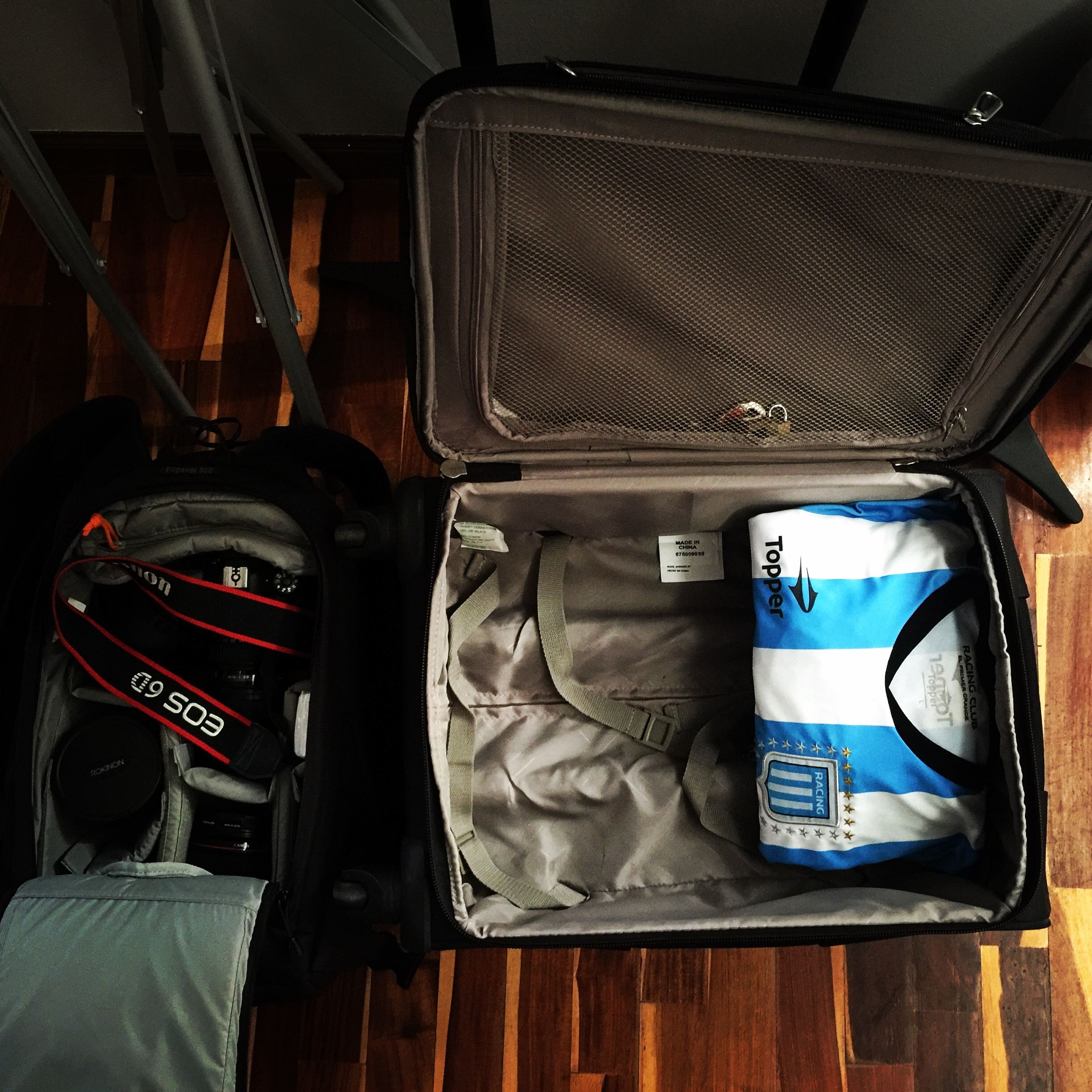
일반적인 여행용 슈트케이스 내부

수하물(手荷物, 영어: baggage, luggage) 또는 여행용 가방은 여행 중 개인이 이동하는 동안 소지품을 보관하는 가방, 케이스 및 용기로 구성된다. 현대의 여행자는 옷, 세면도구, 작은 소지품, 여행 필수품이 담긴 가방을 가지고 다닐 것으로 예상된다. 귀국길에는 기념품과 선물도 가지고 올 수 있다. 어떤 사람들에게는 여행용 가방과 그 스타일이 주인의 부와 지위를 나타내기도 한다. 여행용 가방은 단단한 외피 또는 내구성이 강한 부드러운 소재로 여행 중 물품을 보호하도록 제작된다. 여행용 가방에는 물품을 고정하는 데 도움이 되는 내부 칸막이나 구획이 있는 경우가 많다. 일반적으로 휴대를 용이하게 하기 위한 손잡이가 제공되며, 일부 여행용 가방에는 이동을 더 쉽게 하기 위한 바퀴 및 신축식 손잡이 또는 끈이 있을 수 있다.
수하물(여행용 가방은 아님) 또는 배기지 트레인은 근대 이전 군대가 전역 중에 흔히 따르던 군사적, 개인적 성격의 사람과 물품의 행렬을 의미하기도 한다.

## 개요
여행용 가방은 시간이 지남에 따라 변해왔다. 역사적으로 가장 흔한 종류의 여행용 가방은 나무나 기타 무거운 재료로 만든 궤 또는 트렁크였다. 이러한 것들은 전문 운송업체에 의해 운송되었다. 제2차 세계 대전 이후 개인이 휴대할 수 있는 더 작고 가벼운 슈트케이스와 가방이 주요 여행용 가방 형태가 되었다.

## 어원
옥스포드 영어사전에 따르면, 배기지(baggage)라는 단어는 고대 프랑스어 bagage('묶다'를 의미하는 baguer에서 유래) 또는 bagues('묶음'을 의미)에서 유래했다. 또한 가방이라는 단어와 관련이 있을 수도 있다.
또한 옥스포드 영어사전에 따르면, 러기지(luggage)라는 단어는 원래 불편하게 무거운 수하물을 의미했으며, lug 동사와 -age 접미사에서 유래했다.

## 종류

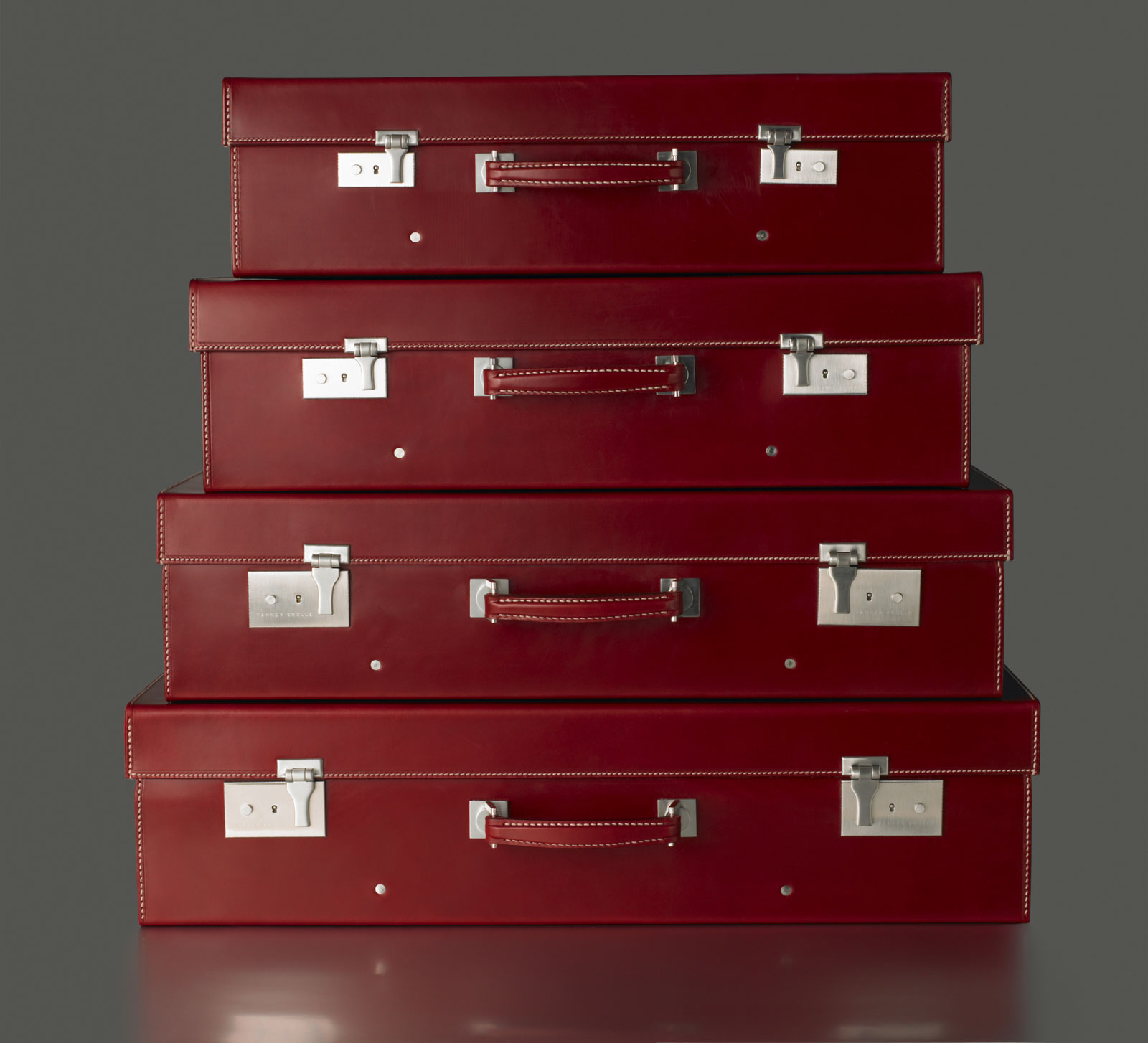
맞춤 제작된 슈트케이스 세트

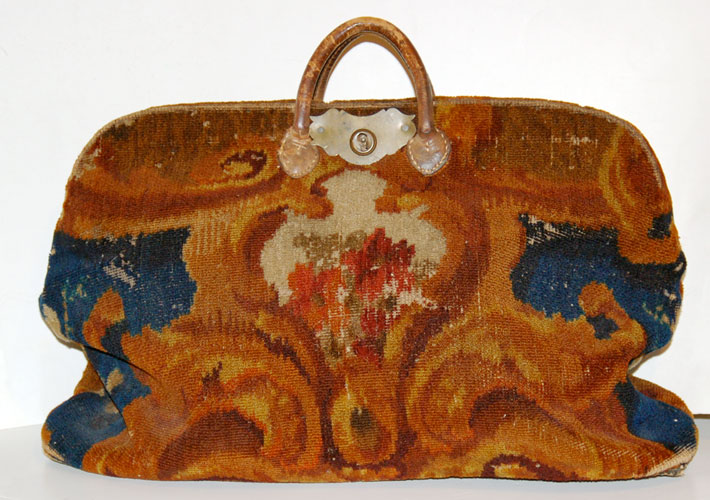
카펫 백

- 트렁크 - 일반적으로 다른 종류의 수하물보다 훨씬 큰 나무 상자. 트렁크는 발물품 보관함과 같은 작은 크기와 증기선용 트렁크와 같은 큰 크기가 있다. 요즘 트렁크는 운송보다는 보관용으로 더 흔히 사용된다. 트렁크가 필요할 만큼 큰 물품은 이제 일반적으로 운송 케이스에 담겨 배송된다. 잘 알려진 트렁크 제조업체로는 루이비통, 고야드, 모이나, M. M. Secor, 레더로이드 등이 있다. 1600년대 후반에 트렁크가 미국에서 제작되었다. 이 트렁크는 다양한 종류의 나무로 조립되었고 종종 말, 소, 사슴의 동물 가죽으로 덮였다. 미국에서 제작된 가죽 덮개 트렁크는 1700년대에 인기를 얻었고 외관을 향상시키기 위해 더 장식되기 시작했다. 여기에는 가죽 장식, 철제 잠금장치, 황동 못, 손잡이 등이 추가되었다.
- 슈트케이스 - 바퀴가 있거나 없는 여행용 가방, 부드러운 면 또는 단단한 면의 여행용 가방.
- 트레인 케이스(Train case) - 개인 미용 용품을 위한 작고 상자 모양의 손잡이 달린 케이스.
- 가먼트 백(Garment bag) - 정장이나 드레스와 같은 긴 의류를 구김 없이 평평하게 포장할 수 있도록 자체적으로 접히는 스타일의 여행용 가방. 가먼트 백은 바퀴가 있는 모델과 없는 모델 모두 있으며, 일반적으로 모든 여행용 가방 세트에서 가장 큰 품목 중 하나이다.
- 토트 - 주로 어깨에 메는 작은 가방.
- 더플 백 - 통 모양의 가방으로, 거의 전적으로 부드러운 면으로 되어 있으며, 내부 조직이 거의 없이 캐주얼한 여행에 적합하다.
- 카펫 백 - 전통적으로 카펫으로 만든 여행용 가방.
- 패킹 큐브(Packing cube) - 다른 수하물 내용물을 정리하고 압축하기 위해 만들어진 다양한 크기와 색상의 작은 직사각형 가방.
- 게이트 체크 백(Gate check bags) - 유모차 및 카시트와 같이 자주 게이트 체크하는 품목을 보호하기 위해 특별히 설계된 가방.

## 특징
- 잠금장치 - 잠금장치는 여러 가지 목적을 수행한다. 부정직한 공항 직원에게 억제책이 되고, 취급 중 수하물이 열리는 것을 방지하는 데도 도움이 된다. 2003년 이후 대부분의 수하물에 통합된 잠금장치는 미국 미국 교통안전청에서 개방할 수 있도록 트래블 센트리가 개발한 TSA 잠금장치 표준을 사용한다.
- 확장형 수하물 - 더 많은 포장 공간을 위해 지퍼를 열어 확장할 수 있는 슈트케이스.

### 바퀴

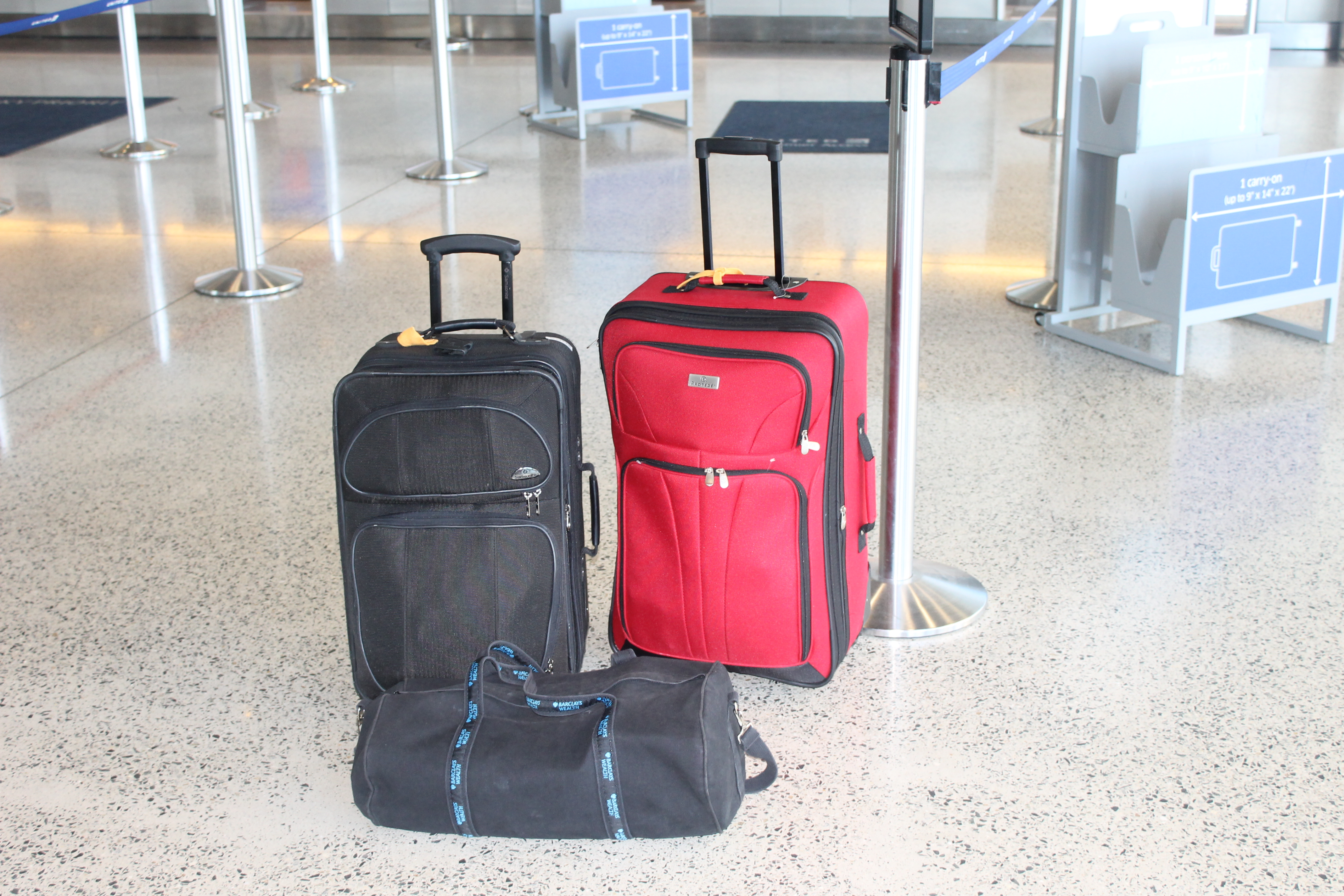
공항에서 적재를 기다리는 바퀴 달린 슈트케이스와 더플 백

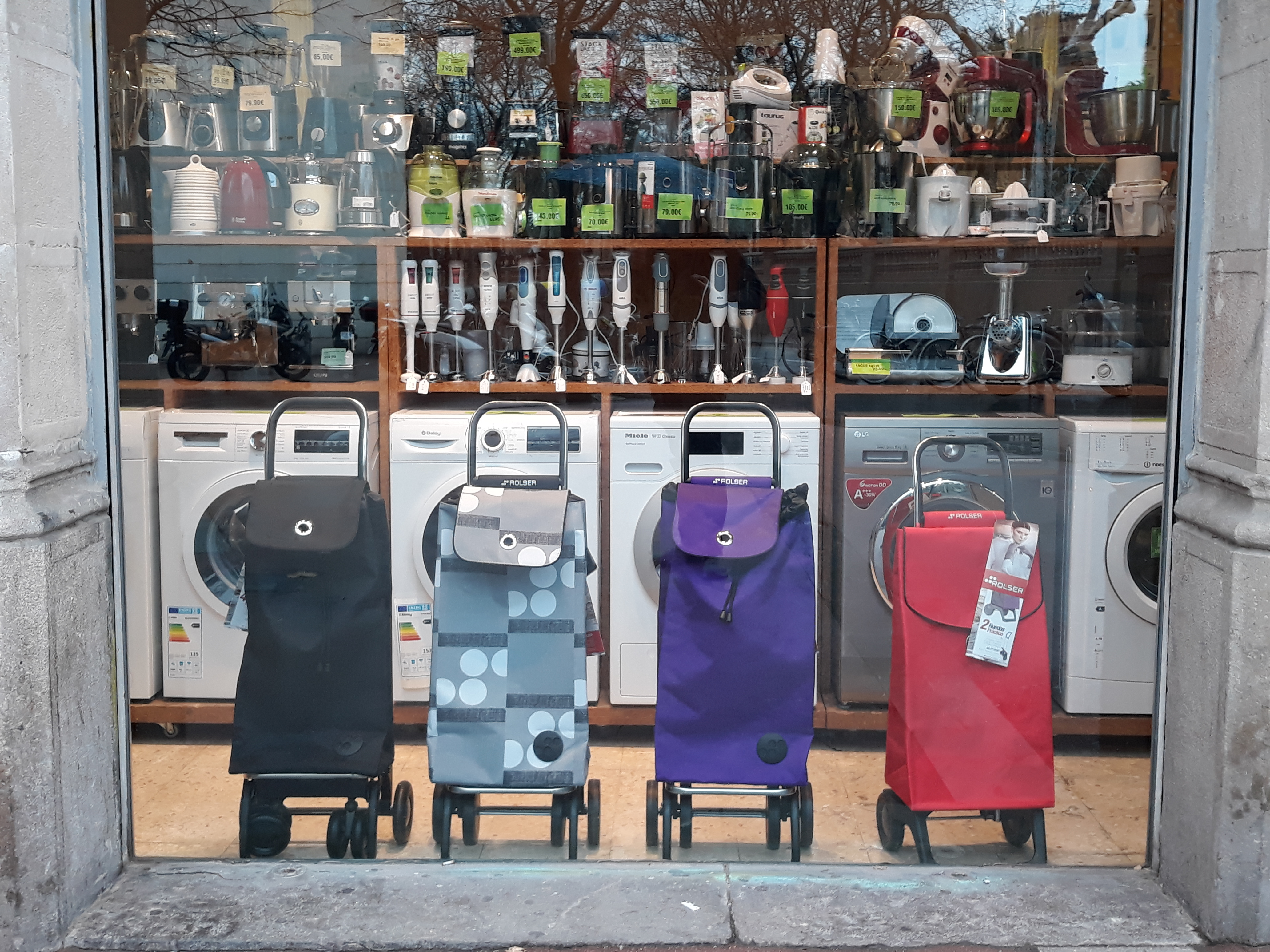
쇼핑 트롤리

수하물 캐리어 – 수하물을 일시적으로 올려놓거나 수하물에 일시적으로 부착할 수 있는 경량 바퀴 달린 카트 –는 적어도 1930년대부터 존재했으며, Anne W. Newton의 미국 특허 2,132,316 "Luggage carrier"(1937년 출원, 1938년 발행)에 나와 있다. 이러한 캐리어는 Herbert Ernest Mingo의 1948년 미국 특허 "장롱, 슈트케이스 등을 다루는 장치"와 같은 특허에서 보듯이 수십 년에 걸쳐 정교해졌다.
1949년에 출원되어 1953년에 발행된 "수하물 운반 장치"에 대한 미국 특허와 "수하물 운반 하네스"에 대한 또 다른 특허는 모두 Kent R. Costikyan이 만들었다. 그러나 바퀴는 슈트케이스 외부에 있었다. 바퀴 달린 수하물에 대한 특허는 1887년에 바퀴 달린 트렁크, 1945년에 바퀴 달린 슈트케이스로 발행되었지만, 상업적으로 성공하지 못했다.
최초의 롤링 슈트케이스는 당시 미국에 거주하던 프랑스 엔지니어 모리스 파티오(Maurice Partiot)가 발명했다. 특허는 1949년 3월 8일 제2,463,713호로 등록되었다. 그러나 이 발명가는 신청을 계속하지 않았고 특허는 1967년에 만료되었다.
버나드 D. 새도우(Bernard D. Sadow)는 1970년에 "롤링 러기지"라는 이름으로 공식적으로 알려진 롤링 러기지 특허인 미국 특허 3,653,474를 출원하여 최초의 상업용 롤링 슈트케이스를 개발했다. 2년 후인 1972년에 버나드 D. 새도우는 바퀴 달린 슈트케이스 특허를 획득하여 성공을 거두었다.
특허 출원서에는 항공 여행의 증가와 "수하물 취급이 항공 승객이 겪는 가장 큰 어려움 중 하나가 되었다"는 점이 발명의 배경으로 인용되었다.
새도우의 네 바퀴 달린 슈트케이스는 느슨한 끈으로 끌었는데, 나중에 두 바퀴가 있고 긴 손잡이를 사용하여 똑바로 세워 끌 수 있는 슈트케이스에 의해 인기가 추월되었다. 이 슈트케이스는 1987년 미국 조종사 로버트 플라스(Robert Plath)가 발명했으며, 처음에는 승무원에게 판매되었다. 플라스는 승객들이 승무원이 사용하는 것을 보고 관심을 보이자 나중에 상업화했으며, "롤러보드(Rollaboard)" 상표로 슈트케이스를 판매하는 트래블프로(Travelpro) 회사를 설립했다. 그러나 롤러보드 및 롤어보드라는 용어는 일반적으로 사용된다. 처음에는 (큰 터미널을 통과하기 위해) 기내 반입용으로 설계되었지만, 유사한 디자인은 위탁수하물에도 사용된다.
최근에는 캐스터가 달린 4륜 여행 가방이 인기를 얻고 있는데, 특히 쌤소나이트가 2004년 시그니처 실루엣 라인에 이를 적용한 이후로 두드러진다. 이들은 2륜 롤러보드와 디자인은 유사하며, 수직 방향과 접이식 손잡이를 가지고 있지만, 여행자 뒤로 끄는 대신 옆이나 앞으로 밀 수 있도록 설계되었다. 이들은 수직축을 중심으로 회전할 수 있기 때문에 종종 "스피너" 여행 가방으로 불린다.
새도우는 바퀴 달린 여행 가방이 늦게 발명된 이유를 "남성적인 태도" 때문이라고 말하며 "남성들은 바퀴 달린 슈트케이스를 받아들이지 않았다"고 했다. 다른 사람들은 "1960년대에 카트를 든 수하물 운반원들이 많았고, 훨씬 작은 공항에서 도로변에 쉽게 짐을 내릴 수 있었으며, 당시에는 무거운 철제 캐스터만 사용할 수 있었다"는 점을 늦은 발명의 원인으로 꼽는다.

## 휴대 수하물

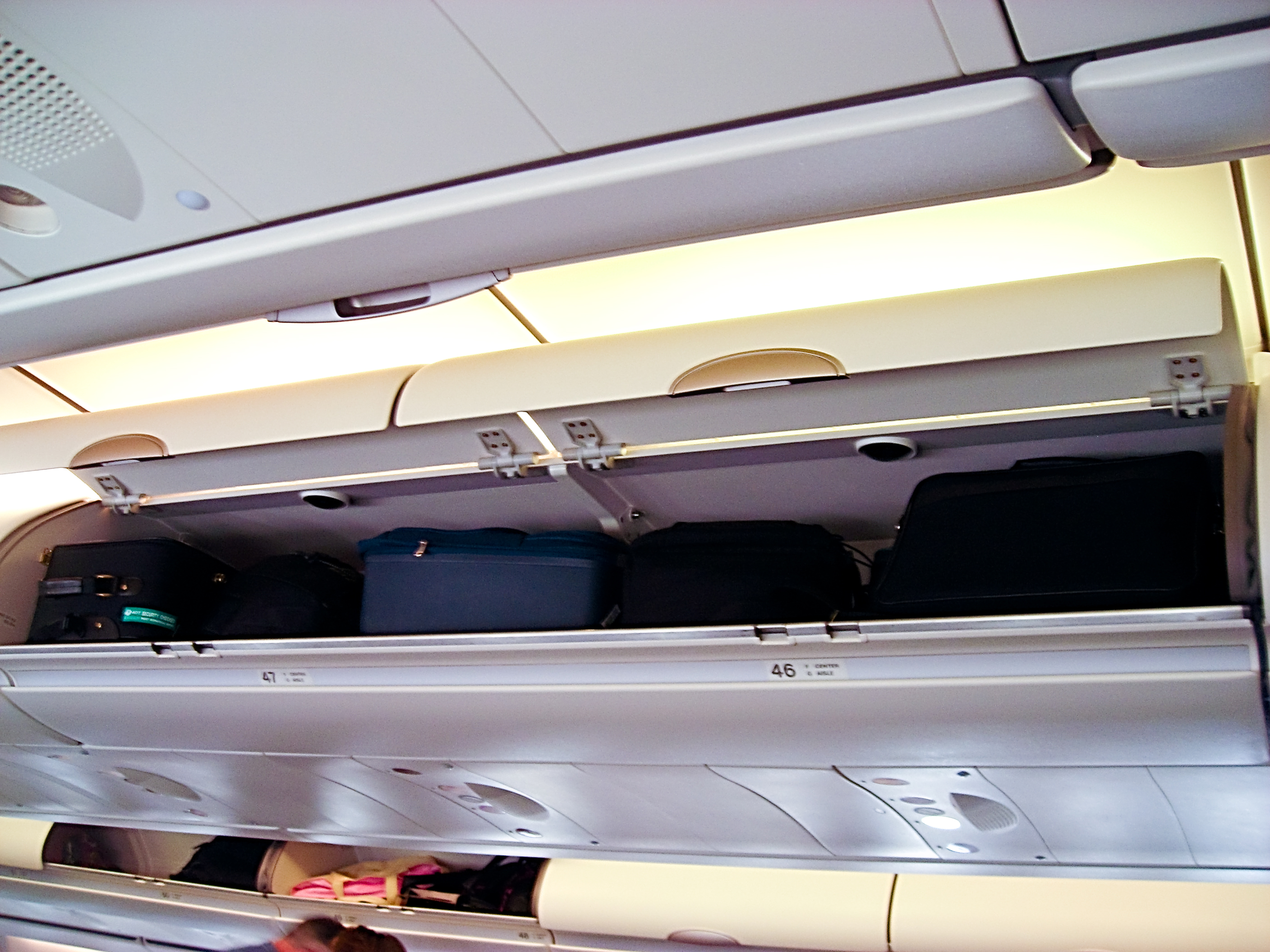
에어버스 A340-600 항공기 (이코노미 클래스)의 휴대수하물 수납함

승객은 제한된 수의 작은 가방을 차량에 휴대할 수 있다. 이를 여행용 가방(북미에서는 보통 기내 휴대품이라고 함)이라고 부르며, 여정 중에 필요한 귀중품과 물품을 담는다. 휴대 수하물을 위한 보관 공간은 일반적으로 좌석 아래 또는 머리 위 수납장에 제공된다. 열차에는 종종 문 근처 객차 끝이나 칸막이가 있는 경우 좌석 위에 수하물 선반이 있다. 항공기에서는 휴대 수하물의 크기와 무게는 가방 수와 함께 규제된다. 일부 항공사는 특정 개수를 초과하는 기내 휴대품에 대해 요금을 부과한다.

## 스마트
스마트 수하물은 내장 또는 분리 가능한 배터리가 내장된 수하물이다. 여기에는 GPS 추적 및 전자기기 충전용 USB 포트 등 여행에 도움이 되도록 설계된 기능이 포함된 경우가 많다. 일부 가방에는 와이파이 핫스팟과 개인 운송을 위한 전동 바퀴가 포함되어 있다.
일부 스마트 수하물 회사들은 2018년 1월부터 비분리형 배터리가 장착된 스마트 수하물의 비행기 위탁 수하물 반입 금지 조치로 인해 문을 닫았다.

## 수하물 찾기 및 회수
공항 터미널에서 수하물 찾는 곳 또는 수하물 회수 구역은 도착한 승객이 항공기에서 내린 후 위탁수하물을 찾는 곳이다. 대부분의 공항과 많은 기차역에서 수하물은 수하물 컨베이어 벨트를 통해 승객에게 전달된다.

## 보관

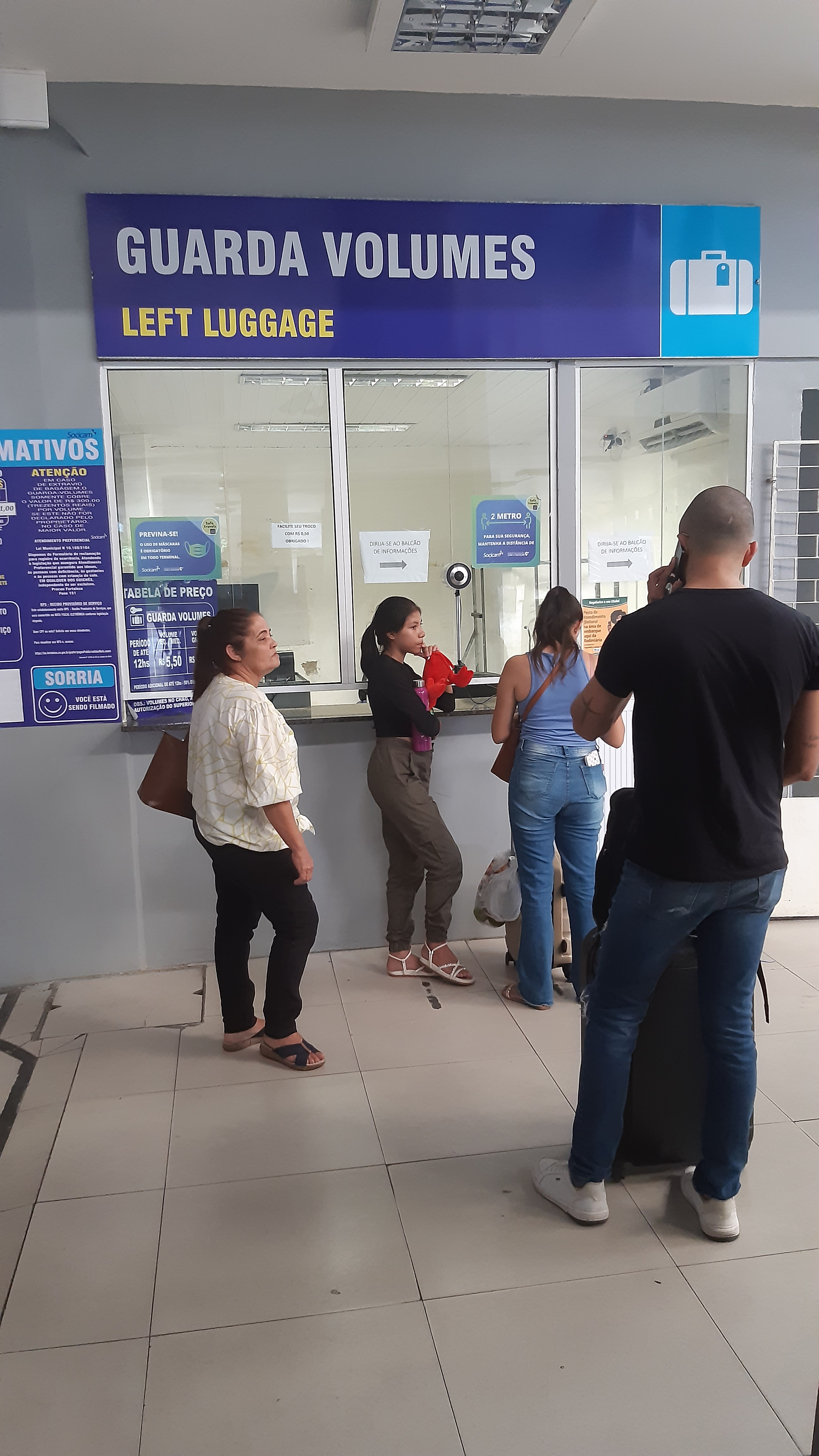
브라질 포르탈레자의 주요 버스 터미널에 있는 수하물 보관소

물품 보관소(Left luggage), 또는 수하물 보관(luggage storage, bag storage)은 여행 가방을 들고 다닐 필요 없이 일시적으로 보관할 수 있는 곳이다. 물품 보관소는 분실 수하물과 동의어가 아니다. 종종 공항이나 기차역에는 직원이 상주하는 '물품 보관 카운터' 또는 단순히 동전 투입식 또는 자동 사물함 시스템이 있을 수 있다. 지난 수십 년간 전 세계적으로 테러 위협으로 인해 이러한 유형의 공공 보관 서비스가 감소했지만, 공유 경제는 이 산업의 부활을 이끌고 있다. 에어비앤비의 급격한 성장과 전반적인 홈스테이 여행의 증가에 힘입어, 호텔, 레스토랑, 소매점 등 지역 상점의 유휴 공간을 활용하여 단기 수하물 보관 서비스를 제공하는 여러 서비스가 등장했다.

## 군사
수하물은 또한 근대 이전 군대가 전역 중에 흔히 따르던 군사적, 개인적 성격의 사람과 물품의 행렬을 의미하기도 한다. 수하물은 전략적 자원으로 간주되어 후위병에 의해 보호되었다. 수하물의 손실은 군대를 약화시키고 사기를 저하시키는 것으로 간주되어 아쟁쿠르 전투와 같은 후위 공격으로 이어졌다.

## 더 읽어보기
- Mike MacEacheran (2023년 7월 31일). “Are luggage-free trips the future?”. 《BBC Travel》.

## 같이 보기
- 수하물처리시스템(en:Baggage handling system, BHS)
- 탑승수속
- 슈트케이스
- 미국 교통안전청
- 배달